# Russia Beyond
《Russia Beyond》(옛 이름 《Russia Beyond the Headlines》)는 러시아의 정치, 문화, 경제, 과학, 사회 분야 여러 문제에 대한 뉴스, 논평, 의견, 분석을 제공하는 다국어 정보 매체이다. 《로시스카야 가제타》(Rossiyskaya Gazeta)의 자매지로 발행되고 있다.